# Carl Friedrich Hofacker
Carl Friedrich Hofacker (auch Hoffacker) (* 18. Oktober 1758 in Nagold; † 27. Dezember 1824 in Stuttgart) war ein evangelischer Theologe, Pfarrer und Dekan in Württemberg.

## Leben und Wirken
Carl Friedrich Hofacker begann sein Studium der evangelischen Theologie an der Eberhard Karls Universität Tübingen im Jahre 1776 als Stipendiat im dortigen Evangelischen Stift. 1778 legte er die Magisterprüfung ab. 1793 kam er als zweiter Pfarrer (Diakon) nach Wildbad im Schwarzwald, von 1798 bis 1811 hatte er die Pfarrstelle in Gärtringen inne. Für kurze Zeit – von 1811 bis 1812 – bekleidete er die Pfarrstelle in Öschingen, wo er einen seiner Söhne, den späteren Pfarrer Ludwig Hofacker, 1812 konfirmierte. Von 1812 bis 1824 wirkte er als Stadtpfarrer in Stuttgart an der dortigen Leonhardskirche und hatte außerdem seit 1819 die Funktion des Amtsdekans inne. Hofacker war von großer, sehr kräftiger Gestalt und wirkungsvoller Kanzelredner. Bis kurz vor seinem Tod war er allerdings ein Gegner des Pietismus.
Verheiratet war Carl Friedrich Hofacker mit Friederike geb. Klemm (1770–1827), einer Enkelin des bedeutenden Theologen Friedrich Christoph Oetinger. Von den sieben Kindern dieses Ehepaares starben drei sehr früh. Sein Sohn Karl von Hofacker (1794–1866) wurde ein bekannter württembergischer Jurist und Landtagsabgeordneter. Ein weiterer sehr bekannter Sohn des Paares war Pfarrer Ludwig Hofacker (1798–1828), ein bedeutender Erweckungsprediger und Vertreter des württembergischen Pietismus. Er starb im Alter von nur 30 Jahren in Rielingshausen.